# 大岩义明
大岩义明（日语：／ Ōiwa Yoshiaki，1976年7月19日—），日本男子马术运动员，2006年亚洲运动会个人三项赛金牌得主和团体三项赛银牌得主、2010年亚洲运动会团体三项赛金牌得主和个人三项赛铜牌得主、2018年亚洲运动会个人三项赛和团体三项赛金牌得主、2024年夏季奥林匹克运动会团体三项赛铜牌得主。